# Красноярский уезд (Астраханская губерния)
Красноярский уезд — административная единица в составе Астраханской губернии Российской Империи и РСФСР, существовавшая в 1785—1925 годах. Уездный город — Красный Яр.

## География

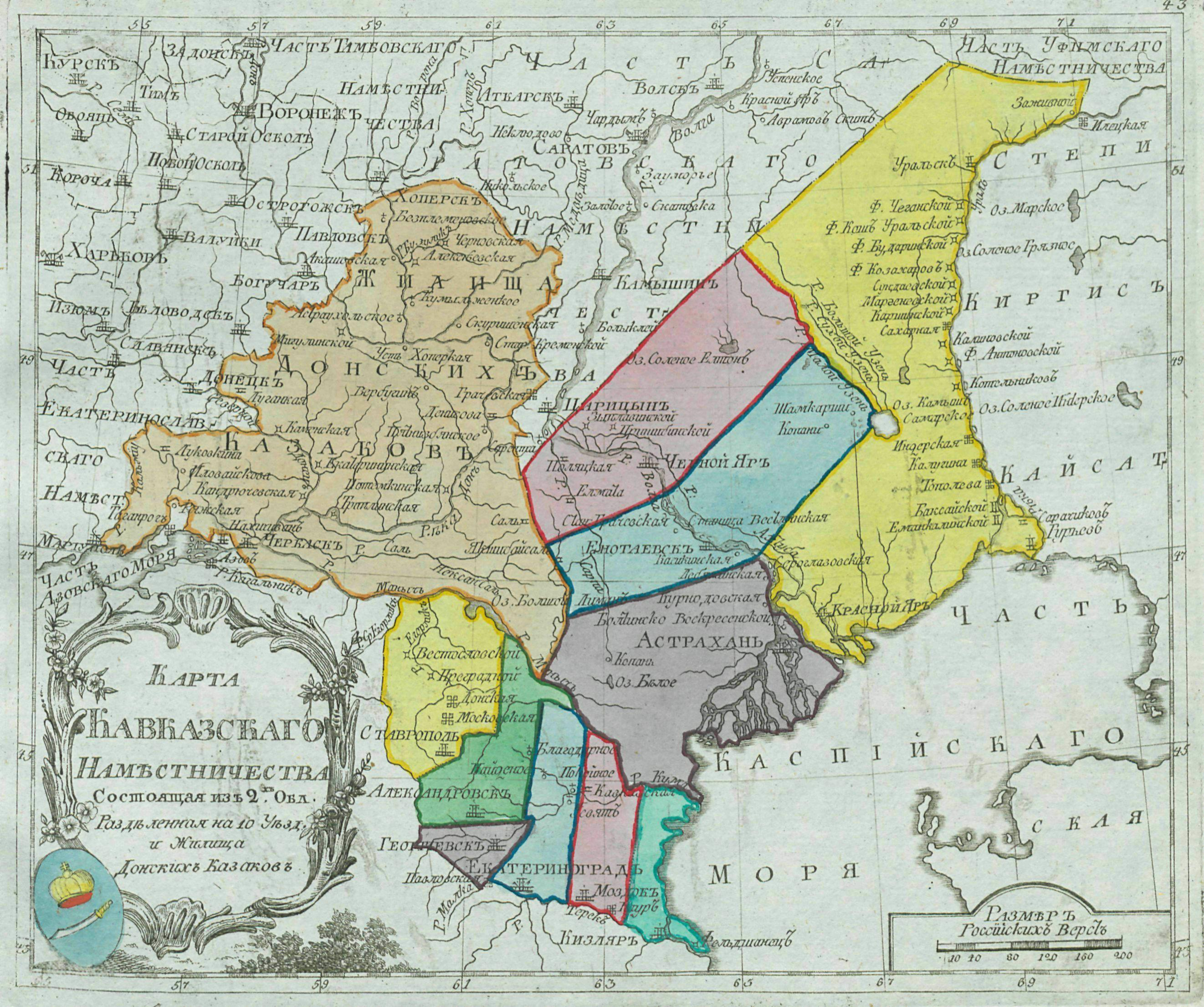
Красноярский уезд, 1792 год

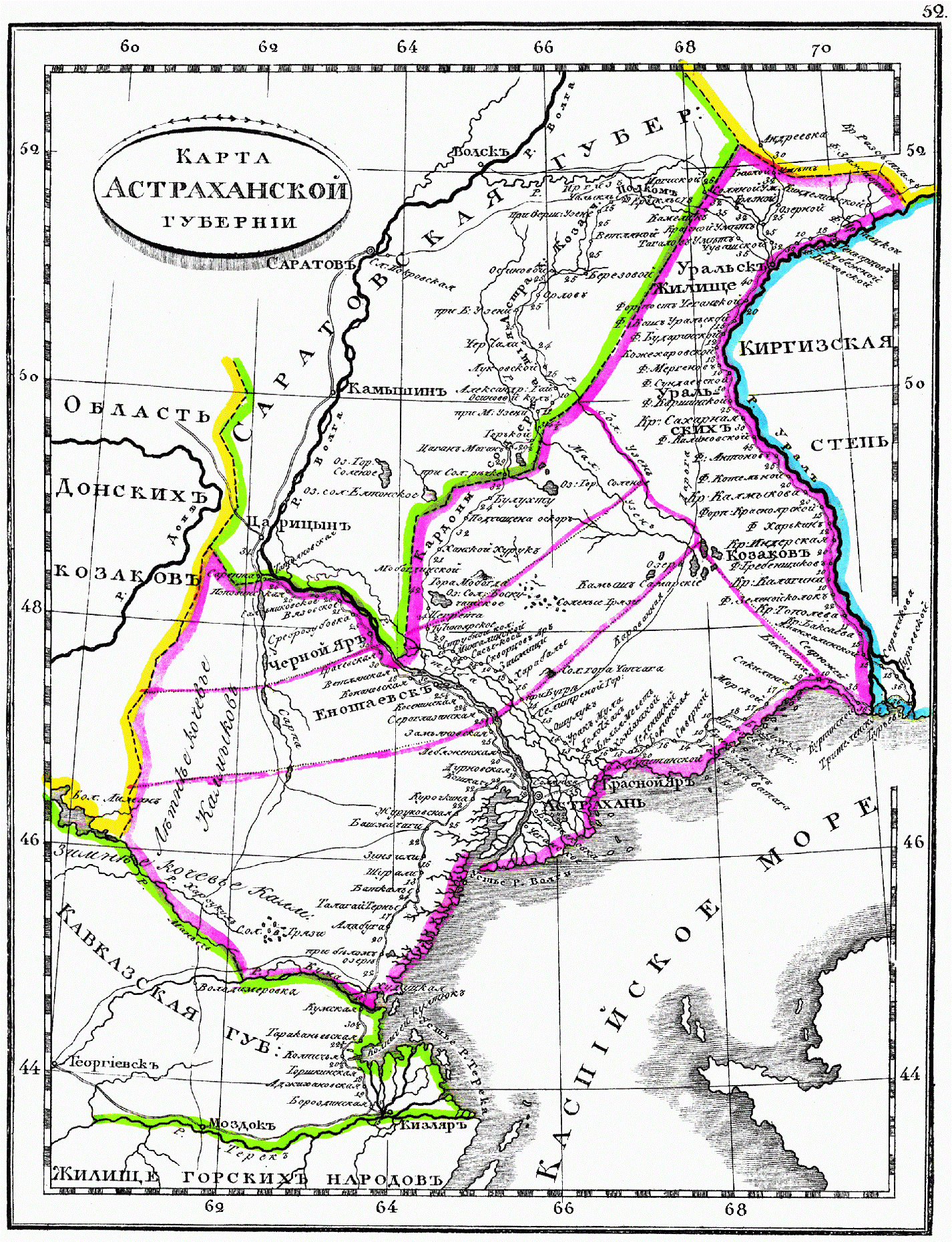
Красноярский уезд, 1835

Уезд располагался вокруг города Красный яр на юго-востоке Астраханской губернии.

## История
В 1708 году город Красный Яр отнесён к Казанской губернии, а в 1717 году к новой к Астраханской губернии. в 1785 году был образован Красноярский уезд в составе Астраханской области Кавказского наместничества. С 1796 года — в составе Астраханской губернии.
В 1919 году часть территории уезда отошла к Волго-Каспийской Киргизии. В 1925 году Красноярский уезд как и другие уезды Астраханской губернии был упразднен, на его территории образован Красноярский район.

## Население
По сведениям за 1863 года число жителей уезда без уездного города составляло 20086 человек. Из которых 13089 мусульман, 6847 последователей русского православия, 140 раскольников, 10 последователей армянской церкви.
По данным переписи населения 1897 года численность населения уезда составляла 65 995, в том числе в городе Красный Яр — 5593 чел.

### Национальный состав
Казахи — 43,6 %, русские — 41,2 %; татары — 12,6 %, украинцы — 1,7 %.

## Административное деление
В 1913 году в уезде было 8 волостей и 1 станица:
- Ганюшинская волость,
- Красноярское — правление в станице Красный-Яр при р. Бузан лв.бг,
- Магойская волость (центр — с. Большой Магой),
- Никольская волость,
- Петропавловская волость,
- Разночинская волость,
- Телячинская волость,
- Теплинская волость,
- Хожетаевская волость.